# Marcela Walerstein
Marcela Walerstein Martín (San Fernando de Apure, Venezuela, 1971) es una actriz venezolana.

## Biografía
Walerstein es de origen mexicano y asquenazí por parte de padre, y cubano y yugoslavo por parte de madre. Procede de una familia de amantes del cine y es nieta de Gregorio Walerstein e hija de Mauricio Walerstein. En 1989 fue elegida Miss Apure, lo que le permitió participar en el prestigioso concurso de Miss Venezuela. Viajó al concurso «Reina La Costa Internacional 1989», realizado en el balneario Condovac La Costa, Costa Rica. Se alzó con el título. A continuación, siguió una carrera como actriz y modelo.
Saltó a la fama internacional cuando interpretó a Emmanuelle, un personaje creado por la novelista Emmanuelle Arsan, en una serie de telefilmes eróticos basados en la película Emmanuelle.

## Filmografía

### Cine
- 1991: Jet Marbella Set
- 1991: Solo o en compañía de otros (Gabriela)
- 1991: El amor sí tiene cura
- 1991: Los platos del diablo (Lisbeth Dorante)
- 1993: El laberinto griego (Tamara)
- 1994: La leyenda de la doncella (Rosalía)
- 1994: Una chica entre un millón (Carla)
- 2001: El cielo abierto (Sara)
- 2001: Manolito Gafotas en ¡Mola ser jefe! (Trudi)
- 2005: Las llaves de la independencia (María)

### Televisión
- 1993: Emmanuelle eterna (película para televisión): Emmanuelle joven
- 1993: La venganza de Emmanuelle (película para televisión): Emmanuelle joven
- 1993 : Emmanuelle en Venecia (telefilme) : Emmanuelle joven
- 1993 : El amor de Emmanuelle (película para televisión): Emmanuelle joven
- 1993 : Emmanuelle mágica (película para televisión): Emmanuelle joven
- 1993 : El perfume de Emmanuelle (película para televisión): Emmanuelle joven
- 1993 : El secreto de Emmanuelle (película para televisión): Emmanuelle joven
- 1994 : Canguros (serie de televisión)
- 1999 : Ellas son así (serie de televisión) : Greta